# Молодший шкільний вік
Молодший шкільний вік — період у житті дитини від 6—7 до 10—11 років, пов'язаний зі здобуттям початкової освіти (з 1 по 3—4 клас) та обумовлений особливостями її психічного й фізичного розвитку. Цей період є серединою та завершенням дитинства.

## Історія дослідження
Поняття «молодший шкільний вік» виокремили у XX сторіччі. У різних системах вікової періодизації цей етап називали по-різному: дитинство постійних зубів (П. Блонський, 1922); стадія конкретних операцій (Ж. Піаже, 1923); власне молодший шкільний вік (Л. Виготський, 1927; Д. Ельконін, 1971); стадія латентності (Е. Еріксон, 1950); раннє шкільне дитинство (Д. Бромлей, 1966); середнє дитинство (Г. Крайґ, 1996).
Серед українських дослідників цього віку ЕСУ виокремлює: О. Запорожця, О. Скрипченка, С. Максименка, Г. Костюка (психологічні аспекти навчання та загальні закономірності розвитку); І. Беха, М. Боришевського (психологічні аспекти виховання); В. Моляка, В. Рибалку (психологічні аспекти обдарованості); В. Клименка, О. Кочергу (психофізіологічні аспекти творчості); Н. Бібік, М. Вашуленка, О. Савченко, В. Сухомлинського (педагогічні аспекти навчання та виховання).

## Особливості
Дитина молодшого шкільного віку починає опановувати новий вид діяльності — навчання, одночасно витрачаючи багато часу й енергії на гру. Цей період починає підготовку до підліткового віку. Саме в цей час закладаються основи для успішного проходження пубертатного періоду, що сприяє формуванню власної ідентифікації.
Молодший шкільний вік характеризується високою пластичністю та відкритістю до виховних впливів, оскільки дитина готова беззастережно довіряти своїм авторитетам. Характерною особливістю дітей цього віку є міфологічна свідомість — переплетення реального та вигаданого. Проте складнощі соціалізації можуть призводити до гальмування творчих здібностей. Залежно від характеру гальмування виокремлюють три групи: орієнтація на помилки, невпевненість у собі та скорочена життєва перспектива (ситуативні інтереси).

#### Фізичний розвиток
Період молодшого шкільного віку характеризується рівномірністю росту організму, яка триває до 9 років у дівчат і до 11 — у хлопців. Дівчата після 9 років випереджають їх у рості. Кістково-м'язовий апарат відзначається гнучкістю і пластичністю через наявність хрящової тканини у кістках. Через тривалі статичні пози (сидіння) можливі викривлення хребта, що негативно впливає на кровообіг та дихання.
Зміцнення м'язів відбувається нерівномірно: великі м'язи розвиваються швидше за дрібні. Дитина краще контролює рухи тіла, ніж пальців, тому для підтримання працездатності необхідне перебування на свіжому повітрі не менше 3—3,5 години на добу.

## Психічний розвиток
У молодшому шкільному віці відбувається становлення оцінок та формування ставлення до власних дій, а також починається засвоєння наукових понять. Діти надзвичайно активні й допитливі.
У цьому віці підвищується рухливість нервових процесів, зростає врівноваженість збудження та гальмування, що дозволяє швидко змінювати поведінку відповідно до вимог дорослих. Вступ до школи — новий етап у житті дитини, що вимагає фізичної та психологічної підготовки. З'являється внутрішнє життя, новий рівень самосвідомості — внутрішня позиція, ставлення до себе та інших.

### Когнітивний розвиток
Мислення функціонує на рівні конкретних операцій: дитина розуміє визначення та здатна дати його. Зростає здатність до аналізу та синтезу, що дозволяє порівнювати об'єкти. Спостерігається перехід від репродуктивних форм уяви до творчих, збільшується швидкість утворення образів фантазії. Мимовільна увага домінує, але поступово розвивається довільна увага, що потребує яскравого дидактичного матеріалу.

### Мовлення
Розвиток мовлення характеризується свідомим використанням різних форм слова. Діти використовують повторення, монолог, повідомлення, критику, накази, прохання, питання та відповіді. З 2-го класу з’являється здатність до перенесення слів у нові ситуації. З 3-го класу діти вчаться правильно розставляти розділові знаки та читати з інтонацією тощо.
Читання мовчки стає важливим навиком, адже воно символізує появу внутрішнього мовлення. Зростає темп читання, якість письма, з'являється здатність до структурованого викладення думок.